# Marche Zaporogue
 (octobre 2015).
Si vous disposez d'ouvrages ou d'articles de référence ou si vous connaissez des sites web de qualité traitant du thème abordé ici, merci de compléter l'article en donnant les références utiles à sa vérifiabilité et en les liant à la section « Notes et références ».
 (mars 2022).
Le contenu est difficilement compréhensible vu les erreurs de traduction, qui sont peut-être dues à l'utilisation d'un logiciel de traduction automatique.
La Marche Zaporogue (ukrainien : Запорозький марш, Запорізький марш) est un art musical folklorique ukrainien qui a été préservé et relancé par le bandouriste Yevhen Adamtsevytch. La marche est devenu plus célèbre après son orchestration par Viktor Houtsal qui a fusionné la marche avec la chanson populaire à propos de Dorochenko et Sahaidachny ("Hey, les moissonneurs récoltent sur la colline").

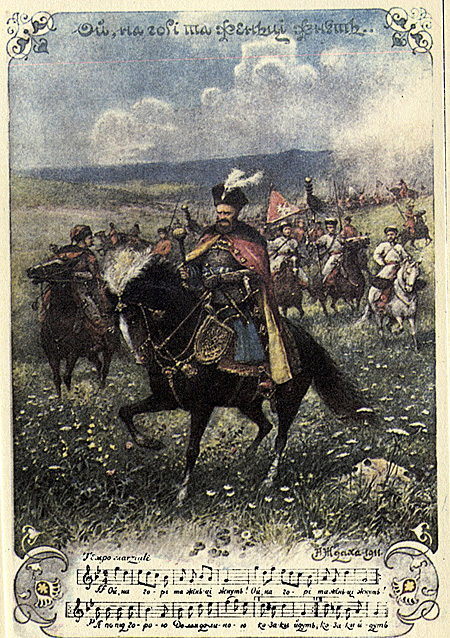
Petro Dorochenko représenté par Amvrosiy Jdakha.

## Authenticité
Il est largement admis que l'auteur de la célèbre "marche Zaporogue" est le kobzar de Romny, Yevhen Adamtsevytch (1904-1972), un étudiant de Musiy Oleksiyenko. En particulier, il est confirmé et par correspondance du chercheur connu de Performance kobzar O.Pravdyuk avec le bandouriste. Dans une lettre pour lui, Yevhen Oleksandrovych a écrit:

« Maintenant, en ce qui concerne Zaporijia mars 
 En 1926 je entendu la mélodie ; la première partie - de kobzar Ivan Kyrylovych Polozhai, la deuxième partie, le major. un, je compose et après les combinant ensemble, ont donné le nom de Marche Zaporogue »

En outre, la première de Yevhen Adamtsevytch a été effectuée en public. Par la suite, la marche pour orchestre a été orchestrée par le chef de l'Orchestre National d'État pour Instruments folklorique, Viktor Houtsal. Le thème principal de la composition est fait de syncopes et descendantes et de mélodies qui, dans la technique bandouriste  est joué avec les doigts glissant sur les cordes qui a été d'abord été utilisée par Hnat Khotkevytch dans l'accompagnement instrumental pour sa composition de la chanson folklorique à propos de Baida ("Poème de Baida", 1912), qu'il a orchestré en 1930.

### Mythes concernant l'origine de l'œuvre
1. Selon certaines hypothèses, ce travail a été dans le répertoire des enseignants de Yevhen Adamtsevytch. P.Ohrimenko, un expert respecté sur la créativité et le patrimoine de la performance de l'artiste croit que cette marche a été co-écrit avec Musiy Oleksiyenko, et que l'élève d'apprentissage ramassé la première partie du mois de marche de son professeur et en outre poursuivi la création de mélodie. Ce, en particulier, est selon les mémoires des enfants M.Oleksiyenko.
2. En outre, certaines sources mentionnent Prokop Mormilya, un talent natif du village de Yadouty, raïon de Borzna, Oblast de Tchernihiv que Yevhen Adamtsevytch a visité[1].
3. Selon une légende, la "Marche Zaporogue" a été écrite par Ludwig von Beethoven à la demande de Hetman Kyrylo Rozumovsky[2] Victor Hutsal sur le sujet mentionné.:

« Dans un groupe d'athlètes amateurs avec lesquels le long dans le matin je ne jogging dans un des parcs de Kiev a un débat a surgi à propos de la paternité de la «cosaque mars". Une des citoyens Kiev sérieusement soutenu que la mélodie a écrit par nul autre, mais ... Beethoven. Et à la demande de l'Hetman Rozumovsky  »

Puis Hutsal pas intervenu dans le débat, mais il a déclaré avec plaisir l'hypothèse de sa connaissance aléatoire.

## Histoire
Au début Yevhen Adamtsevytch interprété la marche en public en 1969 lors d'un concert à 'Kiev Opera Theater de Taras Shevchenko.
Selon des témoins, le concert afin :

« Dans incroyable gravitation de cœur pour les gens tune élevaient de leurs sièges. Il a explosé inouï sous cette voûte un tonnerre d'ovations.
Je peux difficilement exprimer ce qui est arrivé après la première représentation de la "Marche Cosaque". Permettez-moi de dire que la vieille Adamtsevytch effectuée, à la demande du public trois fois. Donc, il était cassé un accord de ne pas effectuer plus de deux morceaux. Et aucun des kobzars boursiers blâmé Adamtsevytch qu'il répète trois fois sa performance. Bien que sa musique était sans paroles, mais après une écoute attentive une mélodie "Marche Zaporogue" aucun des interprètes a insisté sur le chant sur le programme.
Il était clair : quelque chose d'extraordinaire vient de se produire. Au-dessus de la salle fasciné déclenché et éteint merveilleux moment qui de répéter, de tenir ne serait. »

— Serhiy Kozak (Artiste du populaire de Ukraine)
Yevhen Adamtsevytch effectué la très expressive marche, vigoureusement, mettre toutes ses compétences et de l'imagerie émotionnelle. Mais le fait qu'il a joué en pinçant manquait sonorité. Le conducteur de l'État d'orchestre Viktor Hutsal rappela :

« je me rendis compte que cette pièce doit sonner à grande échelle et majestueusement. Rédaction d'une nouvelle marche sur la base de l'ancien est devenu pour moi l'objectif principal. »

Le 12 avril 1970, le orchestre a joué le remake de la marche au premier abord. Le directeur et chef d'orchestre Yakiv Orlov artistique répété la pièce  ou bis  plusieurs fois. Ainsi, jusqu'en 1974, la "Marche Zaporogue" a été effectuée à tous les concerts plusieurs fois. Le public toujours accueilli des musiciens debout.
La composition est devenu plus célèbre après qu'il a été inclus dans la bande originale du film de Boris Ivtchenko "Propavshaya gramota" (Document Vanished) en 1972 d'après la nouvelle de Nicolas Gogol. Après avoir interprété la marche au Théâtre du Bolchoï (Moscou), il est devenu un intérêt des dirigeants du parti qui inquiétaient une atmosphère spirituelle très accrue parmi le public. Les communistes ont étudié attentivement les notes en particulier en les comparant avec les musiques des chansons de l'Unité des fusiliers de la Sitch. Bien que rien n'ai été trouvé, la marche est interdite. Alors V.Hutsal a dû démissionner et rejoindre un autre groupe.

## Popularisation
Depuis 1984, la Marche Zaporogue est de nouveau autorisée.

Elle a été jouée de nombreuses fois lors de rassemblements au cours de la lutte pour l'indépendance à la fin des années 1980.

Le son de la marche rassemble les députés de la Verkhovna Rada.

Sous arrangement de S.Tvorun, elle est également l'une des principales marches des Forces armées de l'Ukraine nommé  '"la marche Cosaque"' .

La "Marche Zaporogue" est entrée dans le répertoire de l'Orchestre National d'État pour Instruments folkloriques.

## Davantage de lecture
- Dibrova, H.  Romny kobzar Musiy Oleksiyenko . «L'art et l'ethnographie nationale". 1991.